# Braxton Bragg Comer
Braxton Bragg Comer, ameriški politik, * 7. november 1848, † 15. avgust 1927, Birmingham, Alabama, ZDA.
Comer je bil guverner Alabame (1907-1911) in senator ZDA iz Alabame (1920).